# Вейн Макларен
Вейн Макларен (12 вересня 1940, Лейк Чарльз, Луїзіана — 22 липня 1992, Ньюпорт-Біч, Каліфорнія) — американський каскадер, актор, модель, учасник родео.

## Біографія
Вейн Макларен народився 12 вересня 1940. До появи в рекламі цигарок Мальборо працював каскадером та брав участь у родео, змагаючись у верховій їзді на биках та конях. У 1976 році просував цигарки Мальборо, беручи участь у рекламній кампанії в образі «Чоловіка Мальборо».
Після виявлення раку легень у 1990 Макларен почав активно виступати проти тютюнопаління, посилаючись на свій тридцятирічний досвід паління тютюну як на причину виникнення захворювання. Протягом періоду активної антитютюнової боротьби Макларена компанія Філіп Морріс заперечувала факт його появи в рекламі Мальборо. Макларен у відповідь на це надав письмове свідчення від букінг-агентства, яке представляло його, та пред'явив платіжний чек, який підтверджував його участь у рекламній кампанії Мальборо.
Незадовго до смерті Макларена телебачення показало порівняльний відеоролик з фотографіями його, зробленими під час реклами цигарок Мальборо та під час перебування у шпиталі; знімки були розташовані попарно. Закадровий голос, який належав брату Вейна, Чарльзу Макларену, застерігав від тютюнопаління, розповідаючи про небезпеки цієї звички, та при цьому відмітив, що тютюнова промисловість просуває образ «незалежного стилю життя». Наприкінці ролика звучить питання: «Наскільки незалежним ти можеш бути, лежачи тут з усіма цими трубками в тобі?» (англ. «Lying there with all those tubes in you, how independent can you really be?»)
Під час одного з інтерв'ю Макларен, вже знаходячись у шпиталі, заявив: «Я завершую своє життя в кисневому наметі. Кажу вам, що паління того не варте». За словами матері, Луїз Макларен, Вейн довго боровся зі своєю хворобою. Також вона висловила сподівання, що приклад Вейна Макларена примушуватиме курців відмовитися від своєї звички. Вейн Макларен активно закликав слідкувати за дітьми, щоби вберегти їх від тютюнопаління.

## Цікавий факт
Вейн Макларен є прототипом персонажа Лорні Лутча в американській кінострічці «Дякую вам за паління».

## Фільмографія
| Рік       | Фільм                                   | Роль                          |
| --------- | --------------------------------------- | ----------------------------- |
| 1968      | Місія нездійсненна                      | Арті Кальватос                |
| 1969      | Paint Your Wagon (Розфарбуй свій вагон) | Шахтар                        |
| 1969      | The Mod Squad (Загін «Стиляги»)         | Міллер                        |
| 1971      | The F.B.I. (ФБР)                        | Джей Ярборо                   |
| 1971      | Cannon (Гармата)                        | Джекі / Ті Джей               |
| 1972—1973 | The Honkers                             | Еверет                        |
| 1972—1973 | Cry for Me, Billy (Плач за мною, Біллі) | Солдат                        |
| 1972—1973 | Junior Bonner (Молодший Боннер)         | Не зазначений у титрах        |
| 1972—1973 | Gunsmoke (Димок зі ствола)              | Гомер                         |
| 1972—1973 | Cannon (Гармата) (телевізійний серіал)  | Гарольд Деґнан / Алекс Фаррел |